# رو موچیزوکی
رو موچیزوکی (انگلیسی: Reo Mochizuki؛ زادهٔ ۱۸ ژانویهٔ ۱۹۹۵) بازیکن فوتبال اهل ژاپن است.
از باشگاه‌هایی که در آن بازی کرده‌است می‌توان به باشگاه فوتبال ناگویا گرامپوس اشاره کرد.
وی همچنین در تیم ملی فوتبال زیر ۱۷ سال ژاپن بازی کرده‌است.